# Публій Корнелій Сулла (консул-десигнат)
Публій Корнелій Сулла (*Publius Cornelius Sulla, 107 до н. е. —46 до н. е.) — політичний та військовий діяч Римської республіки.

## Життєпис
Походив з патриціанського роду Корнеліїв. Син Публія Корнелія Сулли, який був братом диктатора Луція Корнелія Сулли Фелікса.
Під час диктатури свого дядька врятував багатьох від смертного вироку, однак скуповував майно проскрибованих. У 80 році до н. е. входив до числа тріумвіров для виведення колонії сулланских ветеранів у Помпеї. Згодом був патроном цієї колонії.
У 68 році до н. е. обіймав посаду претора. Усіма центуріями обраний консулом на 65 рік до н. е., проте звинувачений Луцієм Манлієм Торкватом в порушеннях на виборах і засуджений, що спричинило за собою скасування обрання і заборона на заняття посад і членство в сенаті. Наприкінці 66 — на початку 65 років до н. е. підозрювався в участі в першій змові Катіліни з метою вбивства Торквата і Луція Аврелія Котти, обраних консулами на 65 рік до н. е., та узурпації консульської посади, однак заколот не відбувся і ніякого розслідування не було проведено.
Після засудження жив у Неаполі. У грудні 64 року до н. е. народний трибун Квінт Цецилій Руф, зведений брат Сулли, спробував внести до закону зміни, що дозволяли би Публію Суллі повернутися до сенату, але не досяг успіху. У 62 році до н. е. Сулла був знову притягнутий до суду Луцієм Манлієм Торкватом Молодшим за звинуваченням у співучасті у двох змовах Катіліни. Втім Публія Суллу було виправдано завдяки захисту Цицерона і Гортензія. В подяку за цей захист надав Цицерону велику грошову позику.
У 57 році до н. е., під час зіткнень між загонами Мілона і Клодія надав свій будинок прихильникам Клодія. У жовтні 54 року до н. е. звинуватив Авла Габиния у підкупі виборців на консульських виборах 59 року до н. е., але відкликав обвинувачення після засудження Габиния за здирництво.
У громадянській війні Гая Цезаря і Гнея Помпея став на бік Цезаря. У 48 році до н. е. Сулла командував табором Цезаря у битві при Діррахії і у відсутність Гая Цезаря відбив атаку помпеянців, згодом командував правим крилом армії Цезаря в битві при Фарсалі. У 47 р. повинен був перевести на Сицилію легіони Цезаря, розміщені в Італії, але легіони збунтувалися і прогнали його камінням.
У 46 році до н. е. скуповував з торгів конфісковане майно помпеянців, втім наприкінці року помер за нез'ясованих обставин.

## Родина
Дружина — Помпея, донька Гнея Помпея Страбона, консула 89 року до н. е.
Діти:
- Публій, батько консула[якого?]